# Circumscripcions del Parlament Europeu

Circumscripcions electorals europees

Les circumscripcions del Parlament Europeu són circumscripcions electorals per escollir els diputats del Parlament Europeu de la Unió Europea. En quatre estats membres (Bèlgica, Irlanda, Itàlia i Polònia), el territori està dividit en circumscripcions per a les eleccions al Parlament Europeu. En la resta d'estats tot el territori forma una única àrea electoral.
La població de les circumscripcions varia àmpliament. Actualment, la comunitat de parla alemanya de Bèlgica és la més representada al Parlament Europeu, amb un seient per als seus 71.000 habitants, mentre que els habitants de Sardenya i Sicília són els menys representats, amb un sol seient per 943.000 persones.
El nombre d'escons per circumscripció electoral no estatal varia d'1 a la comunitat de parla alemanya de Bèlgica als 23 de la regió nord-occidental d'Itàlia. El país amb major nombre d'escons és Alemanya amb 99 escons. A França, per a les eleccions de 2009 i 2014 el territori es va dividir en vuit circumscripcions, que van desaparèixer el 2019 per tornar a una única circumscripció estatal.
|  |

## Estats amb més d'una circumscripció

### Bèlgica

Eleccions 2004

| Circumscripció                  | Comunitat                        | Escons | Hab.  | per escons |
| ------------------------------- | -------------------------------- | ------ | ----- | ---------- |
| Col·legi electoral neerlandòfon | Comunitat Flamenca de Bèlgica    | 14     | 6m    | 428k       |
| Col·legi electoral francòfon    | Comunitat Francesa de Bèlgica    | 9      | 4m    | 444k       |
| Col·legi electoral germanòfon   | Comunitat Germanòfona de Bèlgica | 1      | 71k   | 71k        |
| Total                           |                                  | 24     | 10.1m | 420k       |

### Irlanda

Eleccions 2019

| Circumscripció      | Àrea | Escons | Hab. | per escons |
| ------------------- | --- | ------ | ---- | ---------- |
| Dublín              | Counties Dún Laoghaire–Rathdown, Fingal i South Dublin i la ciutat de Dublin                                                                                 | 3      | 1.3m | 318k       |
| Midlands–North-West | Counties Cavan, Donegal, Galway, Kildare, Leitrim, Longford, Louth, Mayo, Meath, Monaghan, Roscommon, Sligo i Westmeathi la ciutat de Galway                 | 4      | 1.6m | 409        |
| South               | Counties Carlow, Clare, Cork, Kilkenny, Kerry, Laois, Limerick, Offaly, Tipperary, Waterford, Wexford i Wicklow; i les ciutats de Cork, Limerick i Waterford | 5      | 1.6m | 335k       |

### Itàlia

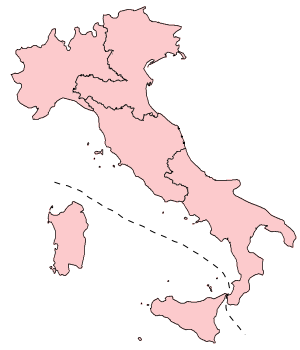
Eleccions 2004

| Circumscripció | Regions                                                                 | Escons | Hab.  | per escons |
| -------------- | ----------------------------------------------------------------------- | ------ | ----- | ---------- |
| Nord-oest      | Vall d'Aosta, Ligúria, Llombardia, Piemont                              | 23     | 15m   | 653k       |
| Nord-est       | Emília-Romanya, Friül - Venècia Júlia, Trentino - Tirol del Sud, Vèneto | 15     | 10.7m | 714k       |
| Central        | Latium, Marques, Toscana, Úmbria                                        | 16     | 10.9m | 681k       |
| Sud            | Abruços, Pulla, Basilicata, Calàbria, Campània, Molise                  | 17     | 13.8m | 816k       |
| Illes          | Sardenya, Sicília                                                       | 7      | 6.6m  | 943k       |
| Total          |                                                                         | 78     | 57m   | 731k       |

### Polònia

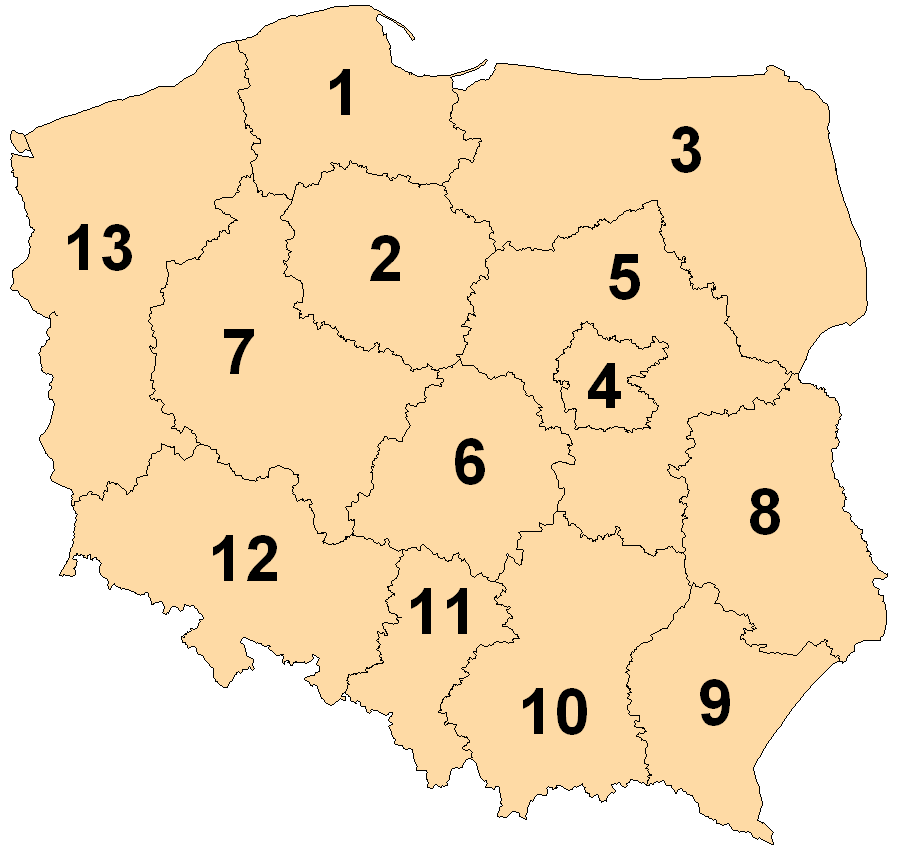
Eleccions 2004

| Circumscripció                | Àrea | Escons |
| ----------------------------- | --- | ------ |
| Pomeranian                    | Pomerània | 2      |
| Kuyavian-Pomeranian           | Cuiàvia i Pomerània | 1      |
| Podlàquia i Warmia i Mazury   | Podlàquia i Warmia i Mazury | 2      |
| Varsòvia                      | Varsòvia i part de Masòvia (Comtats de Polònia: grodziski, legionowski, nowodworski, otwocki, piaseczynski, pruszkowski, warszawski zachodni i wolominski) | 6      |
| Masòvia                       | La resta de Masòvia (Comtats de Polònia: ciechanowski, gostyninski, mlawski, plocki, plonski, przasnyski, sierpacki, sochaczewski, zurominski, zyrardowski, bialobrzeski, grójecki, kozienicki, lipski, przysuski, radomski, szydlowiecki, zwolenski, garwolinski, losicki, makowski, minski, ostrolecki, ostrowski, pultuski, siedlecki, sokolowski, wegrowski, wyszkowski and the cities of Plock, Radom, Ostroleka i Siedlce) | 3      |
| Łódź                          | Voivodat de Łódź | 4      |
| Gran Polònia                  | Voivodat de Gran Polònia | 5      |
| Lublin                        | Voivodat de Lublin | 4      |
| Subcarpàcia                   | Subcarpàcia | 2      |
| Petita Polònia i Święty Krzyż | Voivodat de Petita Polònia i Święty Krzyż | 8      |
| Silèsia                       | Silèsia | 8      |
| Baixa Silèsia i Opole         | Baixa Silèsia i Voivodat d'Opole | 7      |
| Lubusz i Pomerània Occidental | Lubusz i Pomerània Occidental | 2      |
| Total                         | | 54     |

## Circumscripcions estatals
| Estat membre    | Escons | Població    | per escó |
| --------------- | ------ | ----------- | -------- |
| Alemanya        | 96     | 82.000.000  | 828.000  |
| França          | 81     | 62.700.000  | 803.000  |
| Itàlia          | 76     | 57.000.000  | 731.000  |
| Espanya         | 61     | 48.000.000  | 796.000  |
| Polònia         | 53     | 38.000.000  | 700.000  |
| Països Baixos   | 31     | 16.000.000  | 590.000  |
| Grècia          | 24     | 11.000.000  | 458.000  |
| Portugal        | 24     | 10.500.000  | 437.000  |
| República Txeca | 24     | 10.200.000  | 425.000  |
| Bèlgica         | 24     | 10.100.000  | 420.000  |
| Hongria         | 24     | 10.000.000  | 416.000  |
| Suècia          | 19     | 9.000.000   | 473.000  |
| Àustria         | 18     | 8.200.000   | 455.000  |
| Dinamarca       | 14     | 5.400.000   | 385.000  |
| Eslovàquia      | 14     | 5.300.000   | 378.000  |
| Finlàndia       | 14     | 5.200.000   | 370.000  |
| Irlanda         | 12     | 3.900.000   | 325.000  |
| Lituània        | 13     | 3.600.000   | 277.000  |
| Letònia         | 9      | 2.300.000   | 255.000  |
| Eslovènia       | 7      | 2.000.000   | 285.000  |
| Estònia         | 6      | 1.300.000   | 216.000  |
| Xipre           | 6      | 780.000     | 130.000  |
| Luxemburg       | 6      | 440.000     | 73.000   |
| Malta           | 5      | 400.000     | 80.000   |
| Total           | 732    | 459.295.000 | 627.000  |